# Pirámide de Pepi II
La pirámide de Pepi II fue la tumba del faraón Pepi II, localizada en el sur de Saqqara, al noroeste de la Mastaba al-Faraun. Fue el último complejo piramidal construido del Imperio Antiguo. Utilizada durante mucho tiempo como cantera, la pirámide fue excavada por primera vez por Gaston Maspero en 1881. Sus ruinas fueron estudiadas exhaustivamente por Gustave Jéquier, quien fue capaz de reconstruir el complejo funerario y los textos en las paredes de la cámara mortuoria en el curso de sus campañas de excavación de 1932-1935. Desde 1996, investigaciones a fondo de la pirámide y su entorno han sido sido llevadas a cabo por la Misión arqueológica francesa de Saqqara.

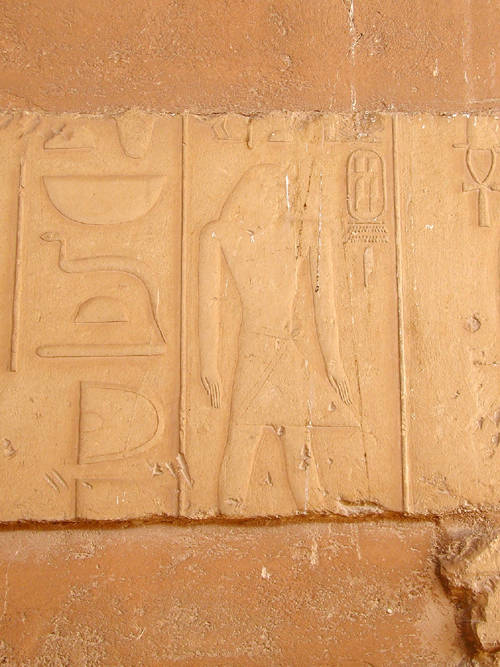
Bajorrelieve del complejo.

Reconstrucción del complejo piramidal, con el templo del valle en primer plano.

El complejo consta de la pirámide principal, una pirámide satélite para el Ka real, las pirámides de tres reinas, un templo del valle y un templo funerario, unidos por una calzada procesional cubierta de cuatrocientos metros de largo, corriendo a través del desierto desde el Nilo a la pirámide.

### Templo del valle
El templo del valle es único en este tipo de estructura. Localizado en un largo muelle a orillas del río, que se extiende más de ciento cincuenta metros de norte a sur, dominaba un gran puerto que una vez estuvo conectado a Menfis por un canal. Se podía acceder por dos rampas laterales, que conducían a una especie de terraza, delimitada por la fachada del templo en tres lados, que se extendía por todo el muelle y terminaba en dos alas en los extremos norte y sur, que contaban con escaleras en ellas.
Es difícil reconstruir el aspecto de esta fachada porque de la estructura entera solo quedan las hiladas inferiores de piedra. Algunos rastros de una columnata han sido descubiertos, la cual probablemente indica una pared larga, alta, ligeramente inclinada en los lados, descansando sobre dos pilares en los extremos del puerto, que habría formado el corazón de una ciudad comercial que llegaría a las afueras de Menfis.
La pared en la parte posterior de la terraza contenía una sola puerta que se abría a un gran vestíbulo, con un techo apoyado en ocho columnas, y una serie de cuatro quioskos en el lado sur. En el lado occidental de la sala, había una segunda sala rodeada por dos filas más de quioscos y un pequeño corredor en el lado norte que lleva a una escalera, que da acceso al techo del templo. Finalmente, una tercera sala, en el mismo eje este–oeste que las otras dos, conducía a la calzada, que se dirige en dirección suroeste hacia el templo funerario de la pirámide.
En las ruinas de esta estructura Gustave Jéquier descubrió varias arquetas con el nombre de Pepi II y relieves en las tapas que muestran al rey acompañado por dioses que le ofrecen el ankh, símbolo de la vida eterna, o llevan a cabo partes del ritual de coronación. Estos elementos eran claramente parte del mobiliario de culto del templo.

### Templo funerario

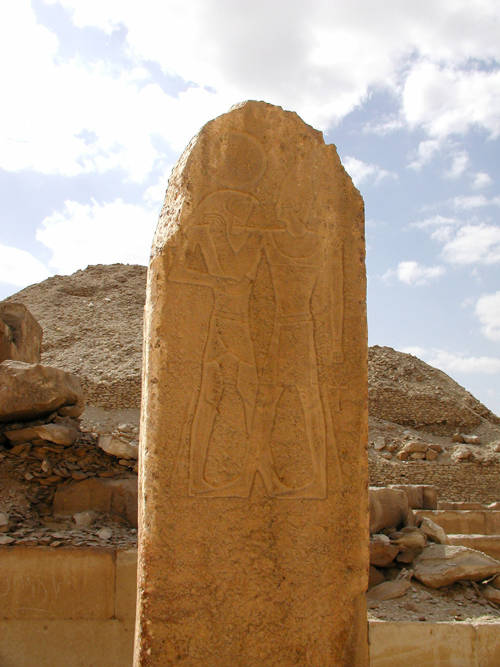
Columna en el patio del templo funerario de la pirámide de Pepi II.

El templo funerario consta de un espacio de entrada de más de sesenta metros de ancho en un eje este–oeste. Desde el final de la calzada hasta el recinto de la pirámide, se pasa a través de una sala de entrada flanqueada por dos anexos pequeños, después un pasillo grande que se abre a una enorme explanada ceremonial. El gran patio tenía un peristilo, constando de dieciocho pilares de cuarcita. El lado de cada de uno de los pilares que mira al centro del patio estaba grabado con una representación del rey acompañado por un dios e inscrito con protocolo real. A los quioskos que flanquean este patio solo se podía acceder por un pasillo largo en el lado oriental del patio. En el extremo opuesto había una puerta que llevaba a través de la pared del recinto a la parte interior del templo funerario. 
Allí había cinco capillas de culto con todos los anexos necesarios para su funcionamiento, y finalmente una sala que contenía la puerta falsa de Pepi II. Al sur de esta parte interior del templo, dentro del recinto de la pirámide, se levantaba la pirámide del ka (espíritu vital) de doce metros de altura (estas pequeñas pirámides satélites contenían una cámara funeraria con una estatua del soberano, que lo simbolizaba).
Muchos fragmentos de la decoración del templo han sido recuperados, permitiendo la reconstrucción del programa iconográfico, el cual mostraba al rey recibiendo procesiones de personas que traen ofrendas y mostrándole cacerías y batallas contra los enemigos de Egipto en presencia de los altos funcionarios del reino. Algunas representaciones de estos enemigos en bulto redondo han sido descubiertos. Estas figuras de rodillas con las manos atadas a la espalda estarían probablemente dominadas por estatuas del rey colocadas en nichos por el templo. La representación de estos enemigos es idéntica a las encontradas en el templo funerario de Sahura. Hay también varias representaciones del dios Min y del festival heb-sed.

## La pirámide

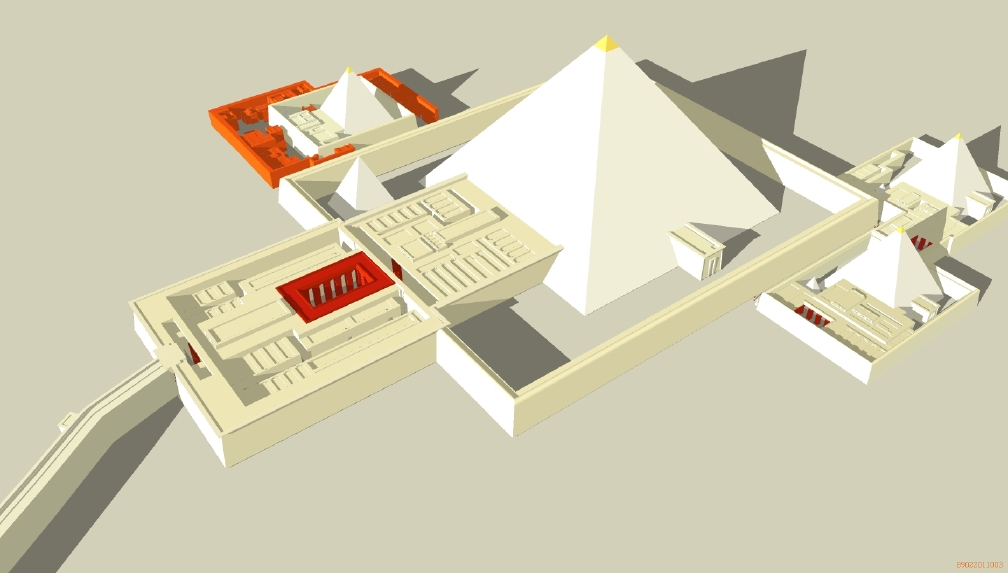
Reconstrucción del complejo funerario piramidal de Pepi II.

La superestructura estuvo originalmente compuesta por seis pasos, formando una pirámide verdadera. Cada uno de los pasos estaba formado por un encofrado de mampostería de caliza local sostenida en su lugar con mortero, lleno de escombros de la misma caliza. Cada paso fue construido de arriba abajo. Una vez los seis pasos fueron completados, una segunda capa de mampostería de caliza rellenó los vacíos entre los pasos. Esto fue cubierto por un recubrimiento de caliza fina de Tura, la cual se ha conservado en parte alrededor de la base de la pirámide.
La pirámide tenía cincuenta y dos metros de altura y cada lado setenta y ocho metros de largo. En el lado norte de la pirámide una capilla ocultaba la entrada a la cámara funeraria subterránea.
Las excavaciones y los estudios de la pirámide han revelado que la calidad de la construcción era inconsistente y causó graves problemas estructurales, especialmente respecto al recubrimiento, el cual amenazaba con romperse en la base, colapsar y derrumbarse bajo su propio extraordinario peso. Los arquitectos antiguos respondieron al asunto construyendo un muro todo alrededor de la pirámide, incrustado en el pavimento del recinto, bajo el revestimiento. Esta pared fue construida con piedra residual, cuidadosamente ensamblada, lo que dio la suficiente solidez en su función de "contrafuerte". En el proceso de construir este muro, destruyeron la capilla norte, reutilizando la piedra en la pared, lo que indica que este muro fue construido a raíz de acontecimientos posteriores al funeral de Pepi II.
Es debido a esta reutilización de la piedra que ha sido posible recuperar todos los relieves que inicialmente cubrían las paredes de la capilla norte. Su programa iconográfico fue reconstruido por Gustave Jéquier. En las paredes este y oeste había grandes figuras del rey sentado en su trono delante de mesas de ofrendas, llenadas por una serie de sirvientes que avanzan desde la pared norte. Enmarcando la puerta en la pared norte había imágenes de personas llegando con ofrendas, especialmente escenas de carniceros. La pared sur estaba dominada por una puerta falsa, con una procesión de dioses. Esta decoración es similar a las de las capillas norte de otros complejos de pirámide, conocidos solo por pequeños fragmentos; la decoración completa de la capilla norte de Pepi II permitió a los egiptólogos contextualizar estos rastros.
La subestructura es similar a la de la Pirámide de Djedkare-Isesi, la cual fue el modelo para todas las pirámides posteriores. Un pasadizo desciende algo más de veinte metros desde un punto en la cara norte de la pirámide originalmente protegido por la capilla norte. Está bloqueado por cuatro bloques de granito en la entrada y termina en una sala con un techo pintado con cinco filas de estrellas blancas sobre fondo negro, orientada al oeste. Sigue un pasillo horizontal, bloqueado por tres bloques de granito. Las paredes de este pasillo están decoradas con Textos de las Pirámides. Le sigue una antecámara con acceso este–oeste y localizada en el centro de la pirámide. Las cámaras interiores estaban junto a una bóveda de dieciocho bloques de piedra maciza, dispuestos en hiladas. El techo de esta bóveda estuvo pintado de azul tachonado con estrellas doradas. En el lado oriental de la antecámara, una puerta conduce al serdab de la pirámide, que ha sido completamente destruido.
La cámara funeraria, cuyas paredes están cubiertas de textos de las pirámides, tiene 3,15 metros de ancho y casi ocho metros de largo (7,79 metros el lado norte, 7,91 metros el lado sur). La pared occidental del cuarto está pintada con el motivo de fachada de palacio.
El sarcófago está hecho de grauvaca; tiene casi tres metros de largo, alrededor de 1,30 de ancho y 1,20 metros de altura. Los cuatro lados están grabados con jeroglíficos que listan la titulatura real completa de Pepi II. El sarcófago es una pieza de calidad, pero muestra rastros de incompletud con respecto a las inscripciones, que conservan marcas de líneas guía preparatorias y no muestra ninguna señal del dorado habitual para un sarcófago real en este periodo. La tapa del sarcófago es también de grauvaca y está más evidentemente inacabada; algunas zonas no fueron pulidas y no hay ningún rastro de inscripciones.
Algunos fragmentos de un cofre de alabastro para los vasos canopes fue encontrado junto al sarcófago. La tapa de este cofre también fue encontrada, pero está cortada de un bloque de granito - otra señal de dificultad en completar el ajuar funerario que aparentemente fue preparado aprisa.
Además, la decoración de las cámaras funerarias parece haber sido abandonada abruptamente, lo que apoya aún más la conclusión de que la estructura fue construida apresuradamente. Esto parece difícil de cuadrar con el largo reinado atribuido a Pepi II. En todo el monumento, los egiptólogos han revelado rastros de trabajo desigual e incompleto, como si la construcción se hubiera detenido repetidamente, de manera que el ajuar funerario y las cámaras mortuorias tuvieron que ser completadas aprisa ante la muerte del rey.

## La necrópolis de Pepi II

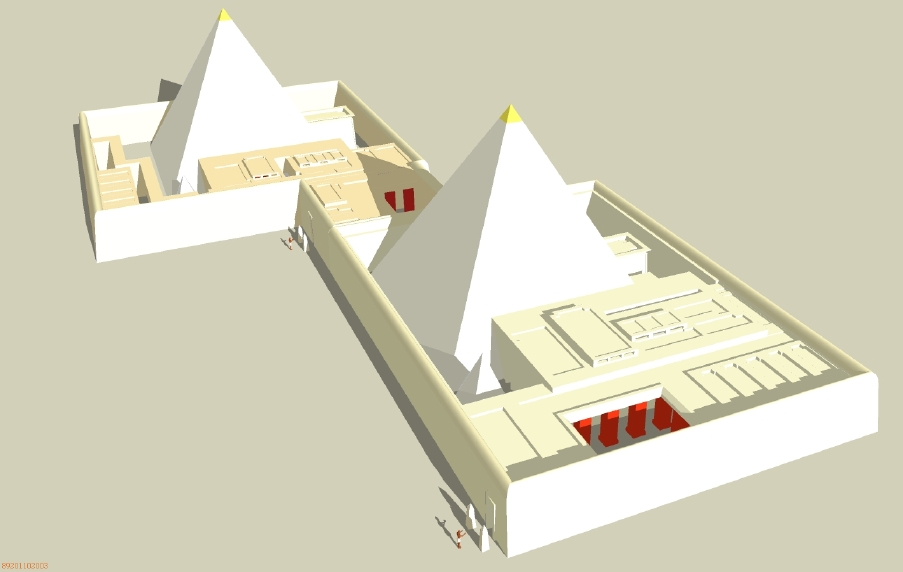
Reconstrucción de las pirámides de Neith e Iput II, localizadas al noroeste y norte de la pirámide del rey.

Como todos los complejos piramidales reales, la pirámide de Pepi II se levantaba en el centro de una necrópolis en que sus familiares y cortesanos construyeron sus propias tumbas, para seguir a su rey en la otra vida.
Como parte de esta necrópolis, las pirámides de tres reinas han sido identificadas, todas con sus complejos de culto independientes. Estos complejos piramidales en miniatura tienen todos los elementos necesarios para el culto funerario de mujeres reales a finales de la VI dinastía. Son:
- Pirámide de Wedjebten, al sureste del complejo piramidal de Pepi II.
- Pirámide de Neit, al noroeste del complejo piramidal real.
- Pirámide de Iput II, también al noroeste.